# Clément-Jacques Goupil
Clément-Jacques Goupil (24 novembre 1784, Le Mans - 28 juin 1858, Le Mans), est un homme politique français.

## Biographie
Fils de Jacques René Goupil, receveur général des finances de la Sarthe
Maire d'Avessé et conseiller général de la Sarthe, il est élu, au grand collège, député de la Sarthe, le 28 octobre 1830, en remplacement de Lamandé, démissionnaire. Il appuie le gouvernement de Louis-Philippe, vote avec le tiers-parti, et est réélu successivement : le 5 juillet 1831 et le 21 juin 1834. Il quitte la vie parlementaire en 1837. 
Goupil meurt accidentellement par noyade au Mans, en juin 1858.
Il était propriétaire du château de Martigné.

## Sources
- « Clément-Jacques Goupil », dans Adolphe Robert et Gaston Cougny, Dictionnaire des parlementaires français, Edgar Bourloton, 1889-1891 [détail de l’édition]